# Cá dao kính
Cá dao kính (tên khoa học Eigenmannia virescens) là một loài cá yếu điện tìm thấy ở Nam Mỹ. Nó được bán trên thị trường như một loài cá cảnh.

## Phân bố
Loài này được phân bố rộng rãi trong các con sông của Nam Mỹ. Phạm vi của họ kéo dài từ lưu vực sông Magdalena ở Colombia đến Rio de La Plata ở Argentina, bao gồm Peru, Bolivia, Paraguay, Uruguay, Brasil, Venezuela, Guyana và Suriname.